# Jean de Sécary
Jean de Sécary (nom de plume de Denise Eyquem) est une romancière française, née le 24 novembre 1908 à La Teste-de-Buch (33) et décédée le 20 juin 1999 à Châtillon (92). Elle est la sœur aînée de la théoricienne et dirigeante du sport féminin, Marie-Thérèse Eyquem, et l'auteure de nombreux romans sentimentaux.
Après avoir vécu plusieurs années au Maroc, elle revient en France à Paris au début des années 60 et y occupe un poste de secrétaire littéraire d'une maison d'édition réputée. Elle reviendra plus tard s'installer à La Teste.
Le succès de son premier roman, Les Lumières du cœur, pour lequel elle reçoit le prix du Roman populaire en 1962, la convainc de se consacrer à cette nouvelle carrière de romancière. Elle participe également à la traduction en français de plusieurs romans et ouvrages espagnols.

## Œuvre
- Les lumières du cœur, Tallandier, 1962
- Le Berbère Aux yeux clairs, Éditions du Dauphin, 1964
- Cristobal (ou la fiancée perdue), Éditions du Dauphin, 1966
- Le jardin sans oiseaux, Tallandier, 1967
- Au vent de la guérilla, Alsatia, coll. « Signe de piste », 1968 - adapté en BD avec des dessins de Pierre Dupuis, éditions MCL, 1969
- Si loin de moi, Tallandier, 1969
- Le sortilège camarguais, Tallandier, 1970
- L'ouragan, Tallandier, 1971
- L'équinoxe d'amour, Tallandier, 1971
- Rencontre à Tolède, Tallandier, 1973
- Le Danger du rêve, Tallandier, 1974
- La Fiancée perdue, Tallandier, 1975
- L'angoissant soupçon, Tallandier, 1976
- Carissima, Tallandier, 1977
- La secrète blessure, Tallandier, 1978
- L'enchaîné, Tallandier, coll. « Floralies », 1980